# Selaginella muelleri
Selaginella muelleri är en mosslummerväxtart som beskrevs av Bak.. Selaginella muelleri ingår i släktet mosslumrar, och familjen mosslummerväxter. Inga underarter finns listade i Catalogue of Life.